# Österreichische Hockey-Bundesliga (Feld, Damen)
Die österreichische Feldhockey-Bundesliga der Damen ist die höchste Spielklasse im österreichischen Feldhockey. Die Organisation der Liga obliegt dem Österreichischen Hockeyverband (ÖHV). Der Meister und ein zweiter Club qualifizieren sich als österreichischer Vertreter für den Europapokal der folgenden Saison. Mit Unterbrechungen wird die Liga seit 1927 ausgetragen. Im Normalfall wird sie von September bis Juni ausgespielt mit einer Unterbrechung zwischen November und März, in der Hallenhockey gespielt wird.

## Modus
Die Liga setzt sich aus sieben Mannschaften zusammen. Da die Damen-Bundesliga die meiste Zeit die einzige Meisterschaftliga im österreichischen Damenfeldhockey variiert die Zahl der Teilnehmer von Jahr zu Jahr. Die sieben Mannschaften spielen, zuerst einen Grunddurchgang, bestehend aus jeweils zwei Spielen gegen die anderen Mannschaften. Die ersten Vier qualifizieren sich, für das "Final-Four". Dabei spielen sowohl der Erste und der Vierte als auch der Zweite und Dritte des Grunddurchgangs jeweils ein Halbfinale. Die Sieger spielen im Finale um den Meistertitel. Der dritte Platz wird nicht ausgespielt. Anstatt dessen ergeht er direkt an den Bestplatzierten des Grunddurchganges, der nicht das Finale erreicht hat. Eine Relegation findet, aufgrund der fehlenden niedrigeren Liga, nicht statt. Der Grunddurchgangssieger qualifiziert sich als zweitgereihter Vertreter für den europäischen Bewerb. Für den Fall, dass der Grunddurchgangs auch Meister wird, qualifiziert sich der Grunddurchgangszweiter für den Europapokal.

## Meister

### Meister nach Jahr
| 1927 | WAC                   | 1964 | HC Wien    | 1992 | SV Arminen        |
| 1929 | WAC                   | 1965 | AHTC       | 1993 | AHTC              |
| 1930 | WAC                   | 1966 | AHTC       | 1994 | AHTC              |
| 1931 | WAC                   | 1967 | AHTC       | 1995 | AHTC              |
| 1932 | WAC                   | 1968 | AHTC       | 1996 | HC Wiener Neudorf |
| 1933 | SC Allround (HC Wien) | 1969 | WAC        | 1997 | HC Wiener Neudorf |
| 1934 | SC Allround (HC Wien) | 1970 | AHTC       | 1998 | HC Wiener Neudorf |
| 1935 | WAC                   | 1971 | AHTC       | 1999 | SV Arminen        |
| 1936 | WAC                   | 1972 | AHTC       | 2000 | HC Wiener Neudorf |
| 1937 | WAC                   | 1973 | AHTC       | 2001 | HC Wiener Neudorf |
| 1946 | Straßenbahn           | 1974 | AHTC       | 2002 | HC Wiener Neudorf |
| 1947 | Straßenbahn           | 1975 | AHTC       | 2003 | SV Arminen        |
| 1948 | SV Arminen            | 1976 | AHTC       | 2004 | HC Wiener Neudorf |
| 1949 | AHTC                  | 1977 | WAC        | 2005 | HC Wiener Neudorf |
| 1950 | WAC                   | 1978 | SV Arminen | 2006 | HC Wiener Neudorf |
| 1951 | WAC                   | 1979 | WAC        | 2007 | WAC               |
| 1952 | AHTC                  | 1980 | Post SV    | 2008 | HTC Wien          |
| 1953 | AHTC                  | 1981 | SV Arminen | 2009 | HC Wels           |
| 1954 | WAC                   | 1982 | SV Arminen | 2010 | HC Wels           |
| 1955 | WAC                   | 1983 | SV Arminen | 2011 | HC Wels           |
| 1956 | WAC                   | 1984 | SV Arminen | 2012 | SV Arminen        |
| 1957 | SV Arminen            | 1985 | SV Arminen | 2013 | SV Arminen        |
| 1958 | AHTC                  | 1986 | SV Arminen | 2014 | SV Arminen        |
| 1959 | AHTC                  | 1987 | SV Arminen | 2015 | SV Arminen        |
| 1960 | Post SV               | 1988 | AHTC       | 2016 | SV Arminen        |
| 1961 | AHTC                  | 1989 | AHTC       | 2017 | SV Armine         |
| 1962 | AHTC                  | 1990 | AHTC       |      |                   |
| 1963 | AHTC                  | 1991 | AHTC       |      |                   |

### Meister nach Titel
| Rang | Club              | Titel |
| ---- | ----------------- | ----- |
| 1.   | AHTC              | 26    |
| 2.   | SV Arminen        | 19    |
| 3.   | WAC               | 18    |
| 4.   | HC Wiener Neudorf | 8     |
| 5.   | HC Wels           | 3     |
| 5.   | HC Wien           | 3     |
| 6.   | Post SV           | 2     |
| 6.   | Straßenbahn       | 2     |
| 7.   | HTC Wien          | 1     |